# Скупой рыцарь (опера)
«Скупой рыцарь» — одноактная опера Сергея Васильевича Рахманинова в 3-х картинах, на текст одноимённой трагедии А. С. Пушкина (с небольшими изменениями и сокращениями). Опера была завершена в 1904 году и впервые поставлена в 1906 году в Большом театре (в Москве).

## История создания
В августе 1903 года Рахманинов обратился к одной из маленьких трагедий Пушкина и закончил адаптацию на её сюжет уже 28 февраля 1904 года, оркестровка была завершена в мае 1905 года. Впервые она была исполнена, вместе с другой его оперой «Франческа да Римини», 11 января 1906 года в Москве, в Большом театре под управлением автора. Рахманинов рассчитывал, что в спектакле будет участвовать Фёдор Шаляпин, но тот отказался; мнения композитора и исполнителя главной роли разошлись из-за различного понимания соответствия музыки оригинальному тексту Пушкина. Спектакли имели успех, но были показаны только 4 раза, после чего Рахманинов снял их с репертуара. Обе оперы были возобновлены на той же сцене только в 1912 году.

## Действующие лица
- Барон — баритон, первый исполнитель Г. А. Бакланов;
- Альбер, его сын — тенор, первый исполнитель А. П. Боначич;
- Герцог — баритон, первый исполнитель И. В. Грызунов;
- Ростовщик — тенор, первый исполнитель С. Д. Барсуков;
- Слуга — бас, первый исполнитель А. И. Стрижевский.

## Либретто
Рахманинов внёс в текст Пушкина несущественные корректировки: текст несколько сокращён и изменены имена персонажей.

### Картина первая
В башне.
Молодой рыцарь Альбер, сын барона, сокрушается по поводу своей бедности, происходящей от скупости его отца. Отец его богат, но очень скуп. Альберу приходится даже прибегать к помощи ростовщика. Но ростовщик — «проклятый жид, почтенный Соломон» — не желает продолжать давать в долг Альберу: он вполне резонно опасается, что долг не будет отдан. И Альбер, и ростовщик приходят к одинаковой мысли: лучший выход чтобы барон поскорее отошёл на тот свет и ростовщик намекает — Есть у него один знакомый старичок, аптекарь, который составляет капли, действующие совершенно удивительно… «Как! Отравить отца! И смел ты сыну…» — в ярости, призвав слугу, Альбер выгоняет жида. Однако деньги ему всё же необходимы и Альбера решает искать защиты у герцога:
…Пускай отца заставят

Меня держать как сына, не как мышь,

Рождённую в подполье.

### Картина вторая
В подвале
Старый барон наконец-то дождался момента, когда смог спуститься в подвал, где хранятся его сокровища. Сознание того, что ему может быть всё подвластно, опьяняет его. Перебирая сокровища, он вспоминает, как они доставались ему — сколько слёз, страданий, труда и горя видели они, прежде чем попали сюда. «Вот мое блаженство!» — барон зажигает свечи и открывает сундуки:
Я царствую!… Какой волшебный блеск!

Послушна мне, сильна моя держава;

В ней счастие, в ней честь моя и слава!
Но им овладевает тревога — мысль о наследнике, о сыне Альбере, который легко отдаст все эти сокровища за радости жизни:
О, если б из могилы

Прийти я мог, сторожевою тенью

Сидеть на сундуке и от живых

Сокровища мои хранить как ныне!

### Картина третья
Во дворце герцога
Выслушав жалобу Альбера на отца, герцог сочувствует ему и приглашает барона к себе. Альбер уходит в соседнюю комнату. Герцог укоряет барона, что тот не бывает во дворце; барон ссылается на старость; разговор переходит на сына, герцог призывает барона «назначить сыну приличное по званью содержанье…» Однако барон очерняет сына, обвиняет его в покушении на его, барона, жизнь и на ограбление. Альбер, услышав клевету, в бешеном гневе врывается в комнату, где разговаривают герцог и барон, и бросает отцу обвинение: «Барон, вы лжете». Барон вызывает сына на дуэль. Альбер принимает вызов. Рассерженный герцог прогоняет Альбера. Барон пытается оправдаться, но ему становится плохо; чувствуя приближение смерти, он думает только о своём богатстве.
Душно!.. Душно!.. Где ключи?

Ключи, ключи мои!
С мыслью о своих сокровищах барон умирает.

## Записи

### Аудиозаписи
| Год  | Организация                                     | Дирижёр                 | Солисты | Издатель и каталожный номер | Примечания |
| ---- | ----------------------------------------------- | ----------------------- | --- | --------------------------- | ---------- |
| 1966 | Большой симфонический оркестр Всесоюзного радио | Геннадий Рождественский | Барон — Борис Добрин, Альбер — Лев Кузнецов, ростовщик — Алексей Усманов, герцог — Сергей Яковенко, слуга — Иван Будрин                   | Мелодия 33CM 02683-6 (1971) |            |
| 1993 | Оркестр Большого театра                         | Андрей Чистяков         | Барон — Михаил Крутиков, Альбер — Владимир Кудряшов, ростовщик — Александр Архипов, герцог — Владислав Верестников, слуга — Пётр Глубокий | Chant du Monde              |            |
| 1996 | Гётеборгский симфонический оркестр              | Неэме Ярви              | Барон — Сергей Алексашкин, Альбер — Сергей Ларин, герцог — Владимир Чернов, ростовщик — Иэн Кейли, слуга — Анатолий Кочерга               | Deutsche Grammophon         |            |
| 2009 | BBC Philharmonic                                | Джанандреа Нозеда       | Барон — Ильдар Абдразаков, Альбер — Михаил Дидык, герцог — Сергей Мурзаев, ростовщик — Питер Брондер, слуга — Геннадий Беззубенков        | Chandos Records             |            |

Источники: , 

### Видеозаписи
| Год  | Организация                        | Дирижёр           | Солисты | Издатель и каталожный номер | Примечания |
| ---- | ---------------------------------- | ----------------- | --- | --------------------------- | ---------- |
| 2004 | Лондонский филармонический оркестр | Владимир Юровский | Барон — Сергей Лейферкус, Альбер — Ричард Беркли-Стил, ростовщик — Вячеслав Войнаровский, герцог — Альберт Шагидуллин, слуга — Максим Михайлов | Opus Arte (OA 0919 D)       |            |

### Фильмография
| Год  | Организация | Дирижёр           | Солисты | Издатель и каталожный номер | Примечания                                       |
| ---- | ----------- | ----------------- | --- | --------------------------- | ------------------------------------------------ |
| 1958 |             | Василий Небольсин | Барон — Владимир Захаров, Альбер — Вячеслав А. Радзиевский, ростовщик — Николай Захаров, герцог — Вадим Русланов, слуга — Олег Далецкий | Гостелерадио СССР           | В части ролей задействованы драматические актёры |